# Gabriel López Maldonado
Gabriel López Maldonado (?- 1615) Nacido en Toledo, fue un integrante reconocido de la Academia de los Nocturnos de Valencia. Su obra más característica es El Cancionero (1586), el cual, es un buen ejemplo de la poesía, virtuosista y convencional, de su época. Maldonado perteneció a la corriente artística española del Siglo de Oro, siendo nombrado en varios textos y poemas de célebres escritores como Cervantes.

## Vida
López Maldonado fue un escritor erudito, conocedor de la literatura y, sobre todo, de la poesía. Nació en Toledo y residió varios años en Valencia, aunque se desconoce su fecha de nacimiento, se sabe que falleció en 1615. 
Escribió todos sus poemas en español, y se dedicó exclusivamente a la poesía. Reconocido integrante de la Academia de los Nocturnos de Valencia era conocido entre sus compañeros como el Sincero y se sabe que escribió y leyó diferentes obras para la Academia. También se conoce que en gran parte las poesías que Maldonado presentaba ante sus contertulios de la Academia tenían un carácter misógino, pues casi siempre tratan sobre los desengaños del amor que “desrespetan” la capacidad intelectual de la mujer. 
En una ocasión llegó a afirmar que el perro es digno de mucha alabanza por ser fuerte, obediente, ejemplo de la confianza y fuente de la alegría, mientras que la mujer se rebela y falta al respeto de su amo, a su marido. Incluso en un poema puso en manifiesto que las mujeres son viles, indeseables y repugnantes. 
López Maldonado fue conocido por distintos autores, como por ejemplo, Pedro de Padilla o Luis de Gálvez de Montalvo, se sabe que con ellos mantenía una amistad la cual se refleja claramente en el intercambio de poesías.
Es conocida su relación con autores del Siglo de Oro, incluso reconocemos una amistad con Miguel de Cervantes, cosa que le lleva a ser citado en el mismo Quijote en el momento en que cura y barbero realizan el escrutinio de la biblioteca de don Quijote para decidir que libros se queman: 
```
                  –Este es – siguió el barbero– El Cancionero de López Maldonado.
                  –También el autor de ese libro– replicó el cura– es grande amigo mío, y sus versos en su boca admiran a quien los oye; y tal es la suavidad de la voz con que los canta, que encanta. Algo largo es en las églogas, pero nunca lo bueno fue mucho: guárdese con los escogidos.
[
7
]
```

Fue alabado encarecidamente por Cervantes en el "Canto de Calíope" y por Vicente Espinel en su Casa de la Memoria.

## Obra
La obra más conocida de Maldonado es El Cancionero, escrita en 1586, dónde se recogen varios poemas de distintos escritores, además de poemas propios, en los cuales se puede observar claramente la gran técnica formal que poseía Maldonado además de su inclinación hacia los temas elevados y morales, está dividido en dos partes, un primer libro formado por versos cortos, y un segundo compuesto por versos largos, generalmente endecasílabos. Así pues, la obra de López Maldonado debió de tener cierto éxito y prestigio en su época, ya que en la Academia de los Nocturnos se trata de él como una autoridad en la materia.

### Posibles influencias
A lo largo de sus obras, se pueden observar diferentes influencias que le pudieron ayudar a componer sus obras, como por ejemplo la Biblia, la mayoría de los textos de lírica española desde la época de los cancioneros hasta inicios del siglo XVII, los clásicos como Ovidio, Platón y Aristóteles, los autores líricos italianos como Petrarca, Boccaccio, y Bembo, y sobre todo las obras de sus amigos como Luis de Montalvo, Vicente Espinel, Lope de Vega y Miguel de Cervantes. De este modo, podemos ver como Maldonado sirve de ejemplo del Renacimiento tardío, ya que lee a los clásicos, a los italianos y a sus contemporáneos y los reinterpreta, les da su visión personal.

### Prólogo delCancionero
Se le dio importancia al prólogo de su cancionero, de modo que ha sido estudiado por algún que otro crítico. Éste varía respecto a la obra literaria ya que está escrito en prosa, mientras que el resto de la obra está en verso.
En el prólogo del Cancionero, Maldonado expone su concepto de poesía mediante una alabanza de la función dignificante de la poesía en la vida humana, además, también muestra cómo la poesía se ha ido adaptando a varios gustos y públicos. Dentro de dicho prólogo observamos que Alonso de Ercilla, que fue quien aprobó la publicación de la obra, hace observaciones críticas sobre el mismo libro, afirmando que: «es de canciones amorosas llenas de muchos y buenos conceptos, declarados por gentil estilo y lenguaje en todo genero de verso, sin aver en el cosa lasciva ni mal sonante, y muchas que a los buenos ingenios les dará gusto y recreación».

## Poemas y comentario
A diferencia de los poemas que había narrado y dedicado a la Academia de los Nocturnos de Valencia, los temas de su poemario no serán de carácter misógino ni se le falta el respeto a la mujer, en ellos se nos muestra una temática amorosa, pero de un amor fallido. Así pues, Maldonado, tiene dos temas muy recurrentes en sus poemas: el amor como traidor y la dama que no hace caso al poeta, a continuación se muestran tres poemas en los cuales se aprecian claramente estos dos temas y se introduce uno nuevo, como es la muerte. 

El primero, titulado “otro”, más comúnmente conocido como “Ay amor”, en éste, Maldonado escribe al amor, un amor en tanto que enemigo, que miente, un amor falso que le turbia la visión mostrándole una falsa realidad, el sentimiento le engaña, es desleal y es el causante de todos los males que sufre y ha sufrido.
Poema Ay amor
Ay amor,
perjuro falso traidor, 
enemigo, 
de todo lo que no es mal
desleal, 
al que tiene ley contigo
falso amigo, 
al que te das por mayor
ay Amor, 
perjuro, falso traidor.
Tus engaños, 
es darnos claro a entender, 
que un placer,
es pesar de cien mil años, 
y en mis daños
esto se prueba mejor:
ay amor, 

perjuro, falso, traidor.

En el segundo, se puede apreciar el tema de la dama no hace caso al poeta a pesar de todas las muestras de amor que él hace, éste es un mozo joven y desconfiado que está continuamente esperando que la dama le responda a su amor. Al final el poeta, a pesar de describirle sus sentimientos más profundos, pierde la esperanza, pues ve que los sentimientos de la dama no son recíprocos.
Esfuerza el pecho al mozo confiado
Esfuerza el pecho al mozo confiado
deseo de gloria en la batalla fiera
esquiva el miedo y tanto persevera,
que adquiere el nombre del tan deseado.
Otro que en vil riqueza está fundado
abriendo por el mar larga carrera
le va fulcando, y llegado le espera
el fruto (antes de visto) tan amado
Y el que rompe la tierra y del contino
trabajo llega al fin de su esperanza.
Coge del grano la colmada espiga.
Yo lleno de desconfianza
sola a ti busco, sola a ti me inclino

hállote a mi bien siempre enemiga.
En el tercero, vemos que el poeta introduce un nuevo tema menos recurrente, que es la apreciación de la vida y de la muerte. Así, el poeta nos dice que ha hecho más por la muerte que por la vida, es por esto que la tiene consumida, de tanto pensar en la muerte. Se muestra incomprendido en la vida y sin ganas de intentar que le entendamos. Vemos como aparece reflejado el tópico literario de ¨Quotide Morimur¨, y que se considera que la vida es como un camino que debe recorrerse hacia la muerte, este poema parece recordar que cada momento de nuestra existencia es un paso más hacia la muerte. 
Ya que por el morir he hecho tanto
Ya que por el morir he hecho tanto
tiempo es de hacer algo por la vida, 
que la tengo anegada y consumida
en noche de silencio y mar de llanto, 
Pues no dais muestras de piedad, ni espanto.
os es mi causa, y mi verdad sabida.
Si gemidos no doy con mi herida 
quizà callando el cielo los levanto.
Mas no tengo tan bajo entendimiento.
que un momento resista los estraños
males, con que oprimis el alma mía 
Ni tengais vos tan duro el sufrimiento
que consintais pasarse tantos años

Sin darme muestras de entenderme un día.

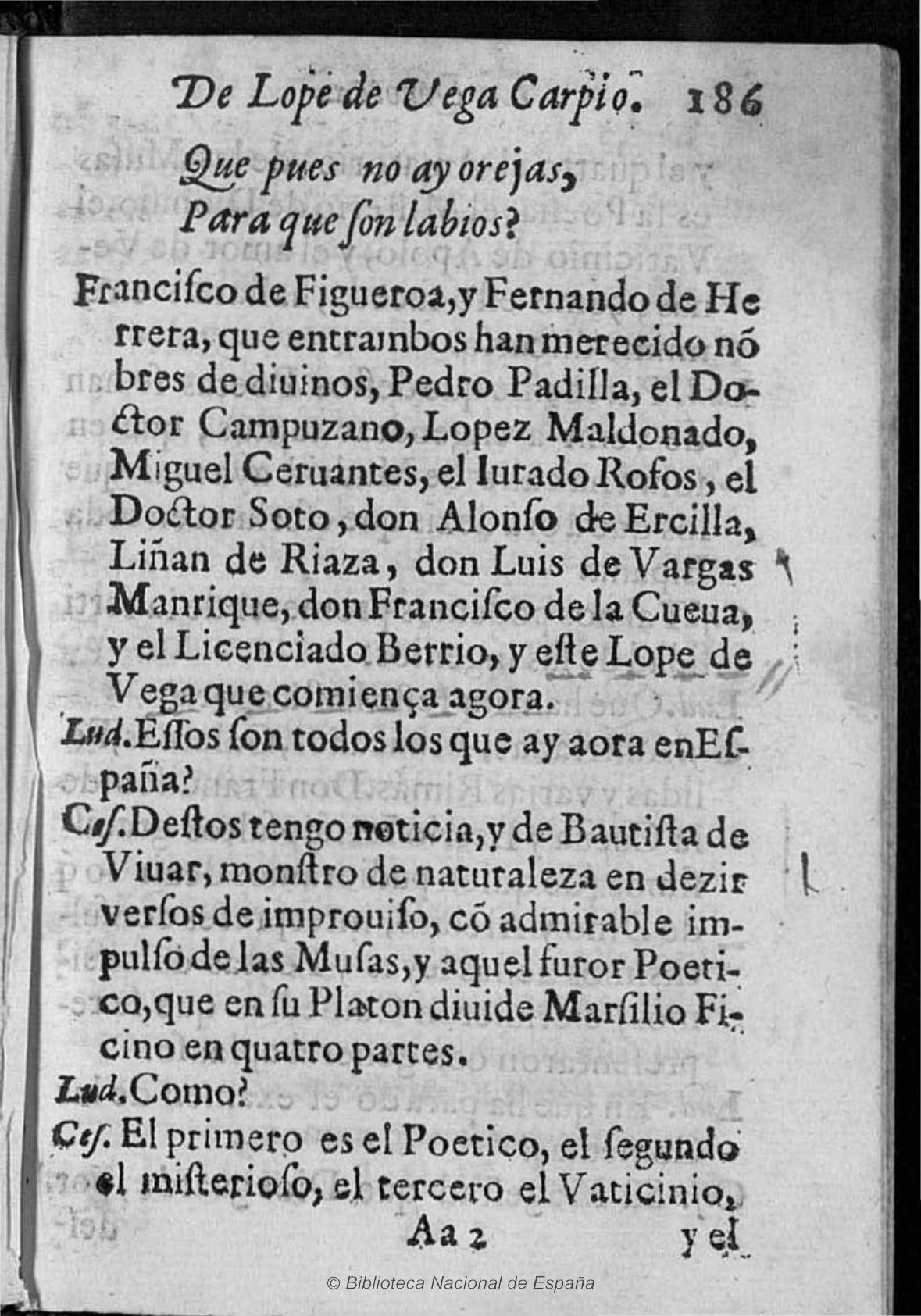
Pág. de un ejemplar de la obra de Lope de Vega La Dorotea conservado en la BNE; se nombra en este párrafo a Maldonado y a otros escritores